# Weyrer Wald und Hahnenberg
Koordinaten: 50° 32′ 7″ N, 6° 37′ 33″ O

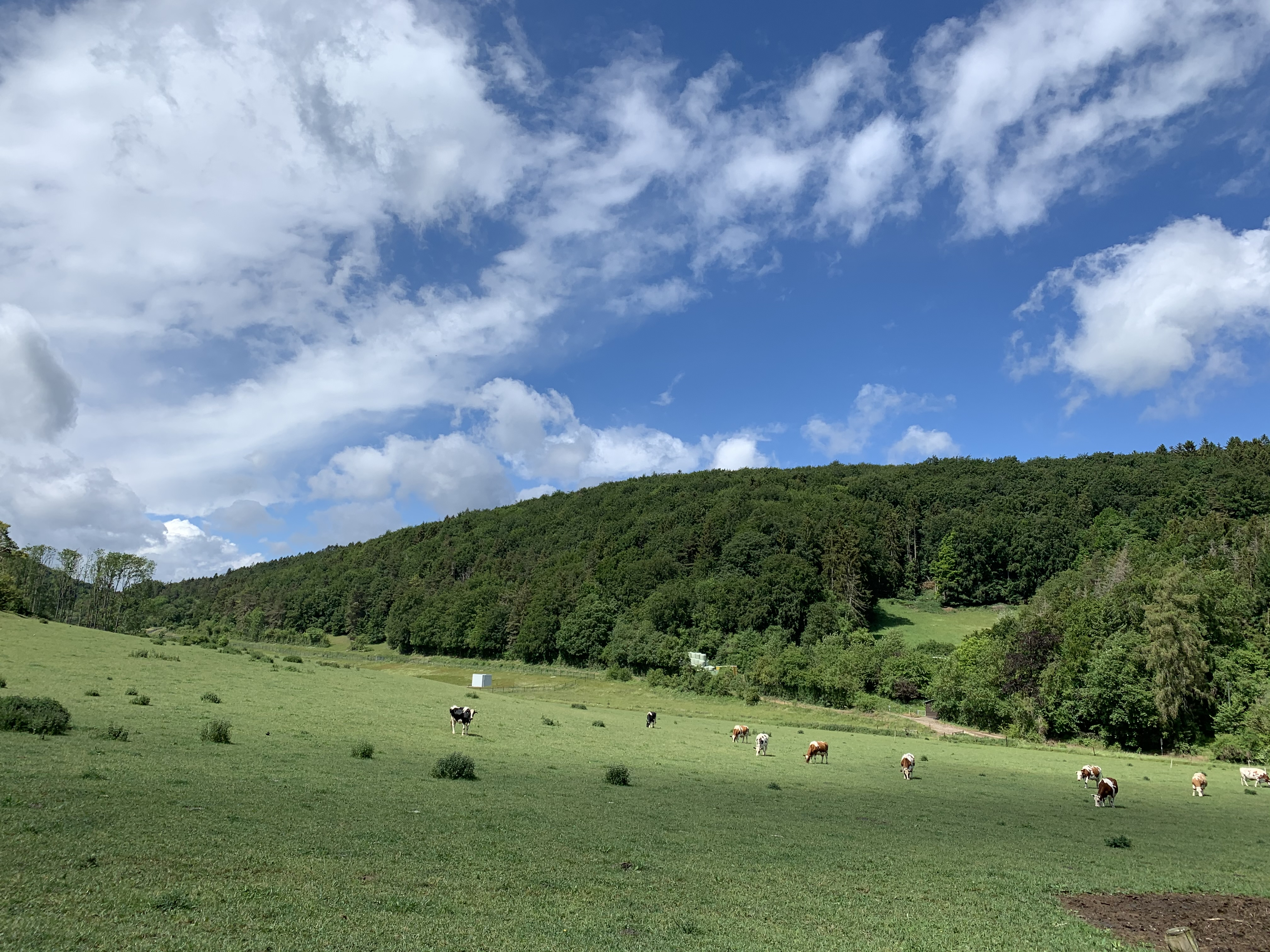
Weyrer Wald und Hahnenberg

Das Naturschutzgebiet Weyrer Wald und Hahnenberg liegt auf dem Gebiet der Stadt Mechernich im Kreis Euskirchen in Nordrhein-Westfalen.
Das Gebiet erstreckt sich südwestlich der Kernstadt Mechernich und westlich des Mechernicher Stadtteils Weyer. Westlich und am südlichen Rand verläuft die Landesstraße L 206, östlich verlaufen die B 477 und die A 1.

## Bedeutung
Für Mechernich ist seit 2003 ein 313,405 ha großes Gebiet unter der Kenn-Nummer EU-025 als Naturschutzgebiet ausgewiesen. Die Unterschutzstellung erfolgt insbesondere zur Erhaltung und Entwicklung von Lebensräumen und Tier- und Pflanzenarten von gemeinschaftlichem Interesse.